# Konzistorij
Konzistorij (lat. consistorium) je službeni sastanak Kardinalskog zbora Katoličke Crkve. Kada se kardinali sastaju radi izbora novoga pape, taj skup naziva se konklava.
Konzistorij se održava u Vatikanu a za cilj ima, između ostalog, savjetovanje pape u važnijim teološkim i moralnim pitanjima. Konzistorij može biti redovit, kojemu prisustvuju kardinali s boravištem u Rimu i oni izvan Rima koje papa izrijekom pozove ili izvanredan, skup svih kardinala Kardinalskoga zbora koji u tome trenutku mogu doputovati u Rim.
Tijekom konzistorija papa može »stvoriti« (creatio) i pred Kardinalskim zborom proglasiti (enuntiato) nove kardinale. Tada dobivaju prsten, crveni zucchetto ('kapicu') i crvenu birettu. Novim kardinalima ovom se prigodom dodjeljuje posebna naslovna crkva te se inkardiniraju u Rimsku biskupiju.